# جريج إيدلمان
جريج إيدلمان (بالإنجليزية: Gregg Edelman) هو ممثل أمريكي، ولد في 12 سبتمبر 1958 في شيكاغو في الولايات المتحدة.

## أعمال

### أفلام
- (2006) الأطفال الصغار[4]

## ترشيحات
- جائزة توني عن فئة أفضل ممثل في مسرحية موسيقية [الإنجليزية]‏ (1990)

## وصلات خارجية
- جريج إيدلمان على موقع IMDb (الإنجليزية)
- جريج إيدلمان على موقع قاعدة بيانات برودواي على الإنترنت (الإنجليزية)
- جريج إيدلمان على موقع ديسكوغز (الإنجليزية)
- جريج إيدلمان على موقع قاعدة بيانات الفيلم (الإنجليزية)